# 18-й (14-й) піший Поморський полк (Одеса)
18-й (14-й) піший Поморський полк (Одеса) — українська військова одиниця, що була утворена у 1918 році з решток 14-го стрілецького полку російської армії, сформованого 12 червня 1856 року як 14-й армійський стрілецький батальйон. Полк входив до складу 3-го Херсонського корпусу Армії Української Держави. Напередодні Першої Світової війни розташовувався в Одесі, куди й повернувся з фронту у березні 1918 року.
З 3 червня 1918 року називався 18-м пішим Поморським полком, з 18 вересня 1918 року — 14 пішим Поморським полком. Під час протигетьманського повстання переважна більшість старшин полку перейшла на бік Добровольчої армії генерала Антона Денікіна. Вірною Україні залишилася невеличка група осіб, переважно Інструкторської школи старшин, на чолі зі значковим Дмитром Жупінасом. Вони від'їхали на ст. Вигода під Одесою, де значно поповнившись повстанцями з навколишніх сіл (найбільшим з яких був Ананьєво-Балтських повстанський загін), був переформований у 1-й Одеський піший полк.